# Александрийские соборы
Александрийские соборы — поместные соборы Александрийского патриархата.

## III век
Первые, известные нам соборы в Александрии были созваны в первой половине III века епископом Димитрием по делу Оригена. 

## IV век
В 306 году против Мелетия, в 320 году — против Ария; следующий около 323 года — против Коллуфа в присутствии епископа Осии, в 339 году — в защиту Афанасия Великого, в 346 году — для подтверждения постановлений Сардикийского собора, затем в 361, 362 и 363 годах — по делу ариан, в 399 году при Феофиле — против оригенистов.

## V век
Самым важным был собор 430 года, состоявшийся при св. Кирилле по делу Нестория; за ним следовал собор при Протерии для объявления постановлений IV вселенского собора и для осуждения Тимофея Элура, который в 476 году с противоположною целью созвал лжесобор. Затем новоизбранный Иоанн Талайя в 481 году собирал собор, издавший его послания касавшиеся взаимообщения; против него состоялся в 482 году еретический соборчик Петра Монга. В 489 году при архиепископе Евлогии состоялось религиозное собрание, которого, однако, нельзя считать собором. 

## VII век
В 633 году монофелитский патриарх Кир составил собрание для объединения феодосиан с православными. 

## В дальнейшем
Дальнейшие александрийские соборы не имеют для себя достаточных данных, хотя их происходило еще несколько; да они и не имеют уже общецерковного интереса.